# 新納慎也
新納 慎也（にいろ しんや、1975年4月21日 - ）は、日本の俳優。兵庫県神戸市出身。ワタナベエンターテインメント所属。本名同じ。

## 来歴
16歳の時にスカウトされ、モデルとして芸能界入り。俳優を志し大阪芸術大学舞台芸術学科演劇コースで演劇を学び、20歳で上京。1994年より舞台俳優として活動を開始する。
その後はミュージカル、ストレートプレイと主に舞台で活動し、映像作品への出演も多い。
1997年から2年間 『にこにこぷんがやってきた!』（NHK BS2）の「うたのおにいさん」として出演。
1999年から出演している『ラ・カージュ・オ・フォール 』はその後20年以上同じ役で出演。
2000年のミュージカル『エリザベート』で初代トートダンサー（黒天使）として出演。
2002年、ROCKミュージカル『GODSPELL』では主役のジーザス役を演じるなどで注目される。
2003年12月から、芸名の「NÎRO（ニイロ）」を改め、本名で活動する。
2007年には、三谷幸喜作の『恐れを知らぬ川上音二郎一座』で野口精一役を演じるなど演技力を確固たるものにする。
2008年、『仮面ライダーキバ』（テレビ朝日）にキング役でレギュラー出演。
2009年には、再び三谷幸喜から出演依頼を受け、香取慎吾主演の『TALK LIKE SINGING』でオフ・ブロードウェイデビューを果たす。
2014年9月1日からオスカープロモーションに所属した事を公式ブログで発表した。
2015年11月26日、Victor Entertainmentよりメジャーデビュー。
2016年、NHK大河ドラマ『真田丸』に豊臣秀次役で出演。秀次の登場が最後となる回の放送後「秀次ロス」現象が起こるなど話題となる。
2018年1月、NHK正月時代劇『風雲児たち〜蘭学革命篇〜』（三谷幸喜脚本）に主役の1人杉田玄白役で出演。
2019年12月1日からワタナベエンターテインメントに所属した事を公式ブログで発表した。
2022年、NHK大河ドラマ『鎌倉殿の13人』に阿野全成役で出演。全成の登場が最後となる回の放送後、新納慎也がトレンドを席巻、「全成ロス」現象が起こり、2度目の「ロス現象」を生み出し話題となる。

## 人物
三谷幸喜、森新太郎、栗山民也、蜷川幸雄、宮本亞門、鈴木勝秀、鄭義信、青井陽治などの演出家の作品に出演し、信頼も厚い。近年は舞台演出も手掛ける。
島津氏庶流の新納忠元の末裔でもあり、その個性的な存在感に「ミュージカル界の異端児」と称される。

## 出演

### テレビドラマ
- 役者魂! 第5話（2006年11月14日、フジテレビ）
- 月曜ゴールデン 万引きGメン・二階堂雪⑮ 熟年離婚（2007年5月7日、TBS） - 村岡健志 役
- 水曜ミステリー9 ドクター・ヨシカの犯罪カルテ② ヨシカ 人質立てこもり事件（2007年12月2日、テレビ東京） - 山崎清和 役
- 仮面ライダーキバ 第36話 - 第46話（2008年10月12日 - 2009年1月4日、テレビ朝日） - キング 役
- 大河ドラマ（NHK総合）
  - 真田丸 第15回 - 第28回（2016年4月17日 - 7月17日） - 豊臣秀次 役
  - 青天を衝け 第6回（2021年3月21日） - 島津斉彬 役
  - 鎌倉殿の13人 第7回 - 第30回（2022年2月20日 - 8月7日） - 阿野全成 役[9][5]
- 土曜時代劇 忠臣蔵の恋〜四十八人目の忠臣〜（2016年9月 - 2017年2月、NHK総合） - 片岡源五右衛門 役
- キャリア〜掟破りの警察署長〜 第5話（2016年11月6日、フジテレビ） - 小松平健介 役
- 社長室の冬 〜巨大新聞社を獲る男〜（2017年4月30日 - 5月28日、WOWOW） - 垣田林海 役
- トットちゃん!（2017年10月 - 12月、テレビ朝日） - ダニー市川 役
- 正月時代劇 風雲児たち〜蘭学革命（れぼりゅうし）篇〜（2018年1月1日、NHK総合） - 杉田玄白 役[10]
- パディントン発4時50分（2018年3月24日、テレビ朝日） - 富沢晴三 役
- 執事 西園寺の名推理 第7話（2018年6月1日、テレビ東京） - 岸田亮平 役
- 土曜時代劇 そろばん侍 風の市兵衛 第3部（2018年7月、NHK総合） - 文蔵 役
- 絶対零度 〜未然犯罪潜入捜査〜 第1話（2020年1月6日、フジテレビ） - 岸本修一郎 役
- 知らなくていいコト 第4話（2020年1月29日、日本テレビ） - ジーザス富岡 役
- M 愛すべき人がいて（2020年4月 - 7月、テレビ朝日） - 輝楽天明 役[11]
- ルパンの娘 第2シリーズ 第2話（2020年10月22日、フジテレビ） - 小鳥遊昴 役
- シェフは名探偵 第6話（2021年7月12日、テレビ東京） - 西田 役
- マーダー★ミステリー 〜探偵・斑目瑞男の事件簿〜伊呂鳥荘・湯けむり温泉殺人事件（2022年3月4日・11日、朝日放送） - 緑谷亮 役[12][13]
- クロサギ 第2話（2022年10月28日、TBS） - 川中幹夫 役[14]
- unknown（2023年4月18日 - 6月13日、テレビ朝日） - 南十字初 役[15]
- 転職の魔王様 第3話（2023年7月31日、関西テレビ・フジテレビ） - 西田和馬 役
- CODE-願いの代償- 第7話 - 最終話（2023年8月13日 - 9月3日、読売テレビ・日本テレビ） - 青柳伸彦 役[16]
- 連続テレビ小説（NHK総合）
  - ブギウギ（2023年11月1日 - 2024年3月29日） - 松永大星 役[17]
  - おむすび（2024年10月21日 - 2025年3月28日） - 若林建夫 役[18]
- 相棒 season22 元日スペシャル「サイレント・タトゥ」（2024年1月1日、テレビ朝日） - 甲斐秋徳 役[19]
- 世にも奇妙な物語’24 夏の特別編「人類の宝」（2024年6月8日、フジテレビ） - 三嶋左近 役[20]
- ブラックペアン シーズン2 第2話（2024年7月14日、TBS） - 安島恭也 役[21]
- ビリオン×スクール 第4話（2024年7月26日、フジテレビ） - クエスチョン茂手木 役[22]
- アイシー〜瞬間記憶捜査・柊班〜（2025年1月21日 - 3月25日、フジテレビ） - 勝村英治 役[23]
- 藤子・F・不二雄 SF短編ドラマ シーズン3「ミラクルマン」（2025年3月25日、NHK BSプレミアム4K）[24]
- 社畜人ヤブー（2025年4月4日 - 6月20日、BS松竹東急） - 主演・薮隣一郎 役[25]
- 人事の人見（2025年4月8日 - 6月17日、フジテレビ） - 須永圭介 役[26]
- キャスター 第6話・第7話（2025年5月18日・25日、TBS） - 深沢武志 役[27]
- DOCTOR PRICE 第6話（2025年8月17日、読売テレビ・日本テレビ） - 石上倫志 役[28]
- 晩酌の流儀4 〜夏編〜 第9話（2025年8月23日〈予定〉、テレビ東京） - 大一 役[29]

### その他のテレビ番組
- にこにこぷんがやってきた!（1997年 - 1999年、NHK BS2）
- 最高!ブギウギナイト（2003年4月 - 9月、テレビ東京） - ユニットY.M.G.A.の一員として
- 出発!ローカル線 聞きこみ発見旅（2016年6月27日、BSジャパン）
- 日本の旬を行く！路線バスの旅（2016年10月25日、BS-TBS） - 旅人
- 4時も!シブ5時（2017年4月 - 、NHK総合） - コメンテーター
- あさイチ（2017年5月9日・8月2日・10月11日、2018年2月1日・3月15日・4月19日・8月30日・10月31日、2019年2月28日・8月22日・11月28日、2022年6月9日・12月15日、2023年1月27日、NHK総合） - ゲストコメンテーター
- あさイチ プレミアムトーク“新納慎也”（2023年1月27日、NHK総合） - プレミアムトークゲスト

### 映画
- スマイル 聖夜の奇跡 監督　陣内孝則（2007年、東宝） - 映画の中の男 役[30]
- 下町人情花あわせ 監督：東真司（2014）
- Hunger Z（ハンガーゼット）（2014年9月27日、新東宝映画） - 赤坂 役
- レディ・トゥ・レディ 監督：藤澤浩和（2020年、イングス）
- さんかく窓の外側は夜 監督：森ガキ侑大（2021年 松竹） - 逆木一臣 役
- 彼女 監督：廣木隆一（2021年、Netflix） - 篠田孝太郎 役
- 燃えよ剣 監督：原田眞人（2021年、東宝） - 関白 近衛忠煕 役
- 神回 監督：中村貴一郎（2023年、東映）
- セフレの品格 初恋 / 決意（2023年、日活） - 栗山 役[31]
- 禁じられた遊び（2023年、東映） - 川崎 役
- はたらく細胞（2024年、ワーナー・ブラザース映画） - 化膿レンサ球菌 役[32]

### 吹き替え
- キリング・イヴ/Killing Eve シーズン1.2.3（2019年、WOWOW） - ニコ・ポラストリ 役〈オーウェン・マクドネル〉
- グレイズ・アナトミー 恋の解剖学 シーズン19（2023年、WOWOW）  - ウィル 役
- ワイルドカード〜捜査バディは天才詐欺師!?〜（2024年、WOWOW）  - リッキー 役〈フレッチャー・ドノヴァン〉[33]

### Web番組
- NIHK（ニイエイチケイ）（2012年9月 - 2015年7月、Ameba Studio） - メインMC

### 舞台
- アラジン（1996年） - 主演
- ディアブロ in ローマ（1997年） - 主演
- ラ・カージュ・オ・フォール（1999年・2008年） - シャンタル / エルキュール 役
- エリザベート（2000年・2001年） - トートダンサー 役
- GODSPELL（2002年・2005年） - 主演・ジーザス 役
- 寺山修司・さよならの城（2002年）
- ジャック・ブレルは今日もパリに生きて歌っている（2002年・2003年）
- ダンス・アクト・シリーズvol.2「スターダストin 上海」（2002年） - 坂井直司 役
- Studio-Lifeトーマの心臓（2003年） - 客演:サイフリート / エリザ 役
- CLUB SEVEN（2003年） - ニロ子 役
- PURE LOVE（2003年） - 榊原京介 役
- イーストウィックの魔女たち（2003年・2005年） - マイケル・スポフォード 役
- キャンディード（2004年） - マキシミリアン 役
- LIVE ACT 「himself」（2004年） - ローゼン・クランツ 役
- CABARET（2004年） - エルンスト 役
- Studio-Life OZ（2005年） - 客演：主演1019 / ビアンカ 役
- 愛・地球博「阿国」コンサート（2005年） - 猪熊少将 役
- プレイバックpart2 屋上の天使（2005年） - ロクロウ 役
- LOVE LETTERS 2006 FEBRUARY SPECIAL（2006年）
- Miss Saikon（2006年） - 桐ヶ谷俊介 役
- アトリエ・ダンカン プロデュース公演「OUR HOUSE」（2006年） - ルイス 役
- 血の婚礼（2007年） - 黒い男 役
- 恐れを知らぬ川上音二郎一座－The Fearless Otojiro’s Company（2007年） - 野口精一 役
- ウェディング・シンガー（2008年、日生劇場） - ジョージ 役
- ルドルフ 〜ザ・ラスト・キス〜（2008年5月6日 - 6月1日、帝国劇場） - イギリス皇太子エドワード 役
- ウェディング・ママ（2008年、世田谷パブリックシアター 他） - ブルース 役
- ラ・カージュ・オ・フォール（2008年12月、日生劇場 他、全国） - シャンタル 役
- PARCOプロデュース Triangle〜ルームシェアのススメ〜（2009年、PARCO劇場 他） - 村野幸三郎 役
- Studio-Life 「LILIES」（2009年、紀伊国屋ホール 他） - シモン・デゥセー / リディアンヌ・ド・ロジェ 役
- TALK LIKE SINGING（2009年11月13日 - 22日、スカーボール・センター/2010年1月23日 - 3月7日、赤坂ACTシアター） - ブラザー 役
- LOVE LETTERS（2009年12月、PARCO劇場）
- リトルショップ・オブ・ホラーズ（2010年6月、本多劇場 他） - オリン 役
- 音楽劇 ガラスの仮面〜二人のヘレン〜（2010年8月11日 - 27日、彩の国さいたま芸術劇場大ホール/2010年9月2日 - 5日、シアターBRAVA!） - 速水真澄 役
- アジアン・スウィーツ（2010年12月、スズナリ） - 志郎 役
- ウェディング・シンガー（2011年3月 - 4月、シアタークリエ 他） - ジョージ 役
- 私の頭の中の消しゴム（2011年5月、天王洲銀河劇場） - 高原浩介 役
- BLEACH連載10周年記念公演「ROCK MUSICAL BLEACH」（2011年7月1日 - 3日、シアター1010/7月9日 - 10日、愛知県芸術劇場大ホール/7月21日 - 24日、森ノ宮ピロティホール/7月27日、新潟県民会館/7月30日 - 31日、本多の森ホール/8月4日 - 30日、シアタークリエ） - 射真 役
- スリル・ミー（2011年9月15日 - 10月3日、アトリエフォンテーヌ） - 彼 役
- PARCOプロデュース「Triangle vol.2〜探し屋ジョニーヤマダ〜」（2011年、PARCO劇場 他）
- ラ・カージュ・オ・フォール（2012年1月、日生劇場 他） - シャンタル 役
- スリル・ミー（2012年3月、アトリエ・フォンテーヌ） - 彼 役
- コーヒープリンス1号店（2012年4月、青山劇場） - ハンソン 役
- リトルショップ・オブ・ホラーズ（2012年6月、本多劇場 他） - オリン 役
- スリル・ミー（2012年7月、銀河劇場） - 彼 役
- 新生 ROCK MUSICAL BLEACH REprise（2012年8月30日 - 9月9日、ステラボール） - 射真 役
- 100歳の少年と12通の手紙（2012年9月、東京グローブ座） - オスカー / ローズ 役（2役）
- 女子高生チヨ（2012年12月、東京グローブ座） - 原辰夫 役
- 14番目の月（2013年1月、CBGKシブゲキ!!） - マスター 役
- ウェディング・シンガー（2013年3月、シアタークリエ 他） - ジョージ 役
- ザ・オダサク（2013年5月、大阪：松竹座/東京：新橋演舞場） - 森本薫 役
- next to normal（2013年9月、シアタークリエ/兵庫芸術文化センター） - Dr.マッデン 役
- ザ・オダサク 再演（2014年4月、KAAT/5月、南座） - 森本薫 役
- 尾上松也 / 新傾龍 Vol.1 ハナガタミ（2014年7月、Mt.RAINIER HALL SHIBUYA PLEASURE PLEASURE）
- VAMP 〜魔性のダンサー ローラ・モンテス〜（2014年8月24日 - 9月8日、EX THEATER ROPPONGI） - アレクサンドル・デュマ 役
- アリス・イン・ワンダーランド（2014年11 - 12月、青山劇場 他） - 芋虫 役
- ラ・カージュ・オ・フォール（2015年2月、日生劇場/3月、梅田芸術劇場大ホール） - シャンタル 役
- 有頂天旅館（2015年7月、京都南座/9月、新橋演舞場） - 島吉 役
- BOY BAND（2015年10月、よみうり大手町ホール/サンケイブリーゼ） - リチャード入賀 役
- BENT（2016年7月9日 - 24日、世田谷パブリックシアター 他） - グレタ 役[34]
- スルース〜探偵〜（2016年11月 - 12月、新国立劇場小劇場） - マイロ・ティンドル 役[35]
- PARADE（2017年5月 - 6月、東京芸術劇場 他地方公演） - トム・ワトソン 役
- パジャマ・ゲーム（2017年9月 - 10月、日本青年館/シアター・ドラマシティ） - シド・ソローキン 役
- next to normal（2018年1月、シアタークリエ） - Dr.マッデン 役
- ラ・カージュ・オ・フォール（2018年3月、日生劇場/4月、梅田芸術劇場大ホール） - シャンタル 役
- ミュージカル 生きる（2018年10月 赤坂アクトシアター） - 小説家 役
- 三谷幸喜作・演出  日本の歴史（2018年12月 世田谷パブリックシアター・2019年1月シアタードラマシティ）
- hymns（2019年4月 博品館劇場・サンケイブリーゼ） - クロエ 役
- Gutenberg! （2019年8月、松竹角座・上野ストアハウス） - ダグ 役
- アンクル・トム（2019年10月、博品館劇場） - トム役
- クララ-愛の物語-（2019年12月、よみうり大手町ホール） - ブラームス、シューマン 役（二役）
- 令和にそよぐ風（2020年1月、東京国際フォーラム）
- 十二夜（2020年3月、本多劇場・近鉄アート館） - オーシーノ 役
- 日本文学の旅（2020年7月、よみうり大手町ホール） - 読者家 役
- ミュージカル 生きる（2020年10月、日生劇場 ほか 地方公演） - 小説家 役
- 千年のたまゆら（2021年1月、東京国際フォーラム）
- NEW YEAR'S DREAM（2021年1月、明治座）
- スリル・ミー（2021年4月、東京芸術劇場シアターウエスト） - 彼 役
- 三谷幸喜作・演出  日本の歴史（2021年7月、新国立劇場・シアタードラマシティ）
- next to normal（2022年3月・4月、シアタークリエ/ほか地方公演） - Dr.マッデン 役
- ショウ・マスト・ゴー・オン （2022年11月、12月 世田谷パブリックシアターほか地方公演） - 七右衛門 役
- バンズ・ヴィジットThe Band's Visit〈ミュージカル〉（2023年2月・3月、日生劇場ほか地方公演） - カーレド（トランペット）役
- ビロクシー・ブルース（2023年11月、シアタークリエ） - トゥーミー 役
- う蝕（2024年2月 - 3月、世田谷パブリックシアター他）[36]
- プロデューサーズ（2024年11月 - 12月、東急シアターオーブ） - ロジャー・デ・ブリ 役[37]

### LIVE・コンサート
- 「Shinya NIRO Christmas Acoustic LIVE」（2004年）
- 「Shinya NIRO Birthday LIVE 〜そうだ、30代へ行こう!〜」（2005年）
- Shinya NIRO LIVE 2006「NIROCK Vol.1」（2006年）
- Shinya NIRO LIVE 2006「NIROCK in summer night」（2006年 ）
- 日本の旬 信州 Special EVENT 「LIVE阿国 IN 生島足島神社」（2007年）
- G-Live&Party2007「GENERATIONS」（2007年）
- 新納慎也 vs ROLLY 「素敵な怪しの人生」（2007年）
- Shinya NIRO LIVE 2007「NIROCK! Vol.2」（2007年）
- Shinya NIRO LIVE 2008「NIROCK! Vol.3」（2008年）
- Shinya NIRO LIVE 2009「NIROCK! Vol.4」（2009年）
- Shinya NIRO X'mas DINNER SHOW 2009「Night in knight」（2009年）
- Shinya NIRO LIVE 2010「NIROCK! Vol.5」（2010年）
- Shinya NIRO LIVE 2011「NIROCK! Vol.6」（2011年）
- Shinya NIRO LIVE 2012「NIROCK! Vol.7」（2012年）
- シアタークリエ5th anniversary「ONE-HEART MUSICAL FESTIVAL」（2012年12月）
- シアタークリエ「ONE-HEART MUSICAL FESTIVAL VOL.2」（2013年7月）
- Shinya NIRO LIVE 2013「NIROCK! Vol.8」（2013年11月、GLAD）
- Shinya NIRO LIVE 2014「NIROCK! Vol.9」（2014年10月、GLAD）
- 『鹿賀丈史×濱田めぐみ ミュージカルコンサート』（2014年9月、赤坂ACTシアター） - ゲスト出演
- Shinya NIRO CD RELEASE LIVE（2015年11月、KENTO'S GINZA）
- Shinya NIRO LIVE 2016「NIROCK! Vol.10」（2016年5月、GLAD）
- I LOVE MUSICAL（2016年12月、東京グローブ座）
- TENTH（2017年12月、シアタークリエ）
- Shinya NIRO LIVE 2019「BALLAD de NIRO」（2019年11月、eplus LIVING ROOM CAFE&DINING ）
- I LOVE MUSICAL（2019年12月、ヤマハホール）
- Shinya NIRO LIVE 2020「BALLAD de NIRO on line」（2020年12月、eplus LIVING ROOM CAFE&DINING ）
- プリンスロード生歌LIVE（2021年1月、めぐろパーシモンホール）
- ドリーム・キャラバン 2023 with シンフォニック・ジャズ・オーケストラ（2023年12月）[38]

### 玩具
- 仮面ライダーキバ CSMダークキバットベルト（2024年3月14日）

## 演出
- Musical「HOPE」（2021年10月、本多劇場） - 上演台本・訳詞・演出[39]

## 作品

### アルバム
1. First Album「NIROCK!」（2015年11月26日、Victor Entertainment）

### 楽曲提供
- 蘭寿とむ 「L’Ange」- 作詞 アルバム『L’Ange』（2015年10月21日発売）
- 真琴つばさ「Desert Rose」 - 作詞・作曲・プロデュース、アルバム『眠れない夜にあなたのそばにいたい』（2016年11月23日発売）[40]